# 坂井優太
坂井 優太（さかい ゆうた、2005年5月27日 - ）は、日本のプロボクサー。兵庫県尼崎市出身。大橋ボクシングジム所属。第7代日本バンタム級ユース王者。

## 来歴

### アマチュア時代
兵庫県立西宮香風高等学校時代には、AIBA世界ユース選手権を含むアマチュア7冠の実績を残した。

### プロ転向
高校卒業後、大橋ボクシングジムに入門し、プロへ転向。
2024年6月25日、後楽園ホールにて金智勇（韓国）を相手にバンタム級6回戦でプロデビューし、2回1分20秒TKO勝ちを収めた。
2025年6月15日、エディオンアリーナ大阪第2競技場で2024年西日本バンタム級新人王の宮下椋至と日本ユース同級王座決定戦を行い、2回1分43秒TKO勝ちを収めプロ初の王座獲得に成功した。

## 戦績
- アマチュアボクシング：52戦 50勝 (7RSC) 2敗
- プロボクシング：4戦 4勝 (4KO) 無敗

| 戦           | 日付           | 勝敗 | 時間    | 内容 | 対戦相手                     | 国籍 | 備考                           |
| ------------ | -------------- | ---- | ------- | ---- | ---------------------------- | ---- | ------------------------------ |
| 1            | 2024年6月25日  | ☆    | 2R 1:20 | TKO  | 金智勇                       | 韓国 | プロデビュー戦                 |
| 2            | 2024年10月17日 | ☆    | 2R 1:18 | TKO  | スジャリッチョン・スランパイ | タイ |                                |
| 3            | 2025年3月25日  | ☆    | 1R 1:51 | KO   | タニャパット・シーハナン     | タイ |                                |
| 4            | 2025年6月15日  | ☆    | 2R 1:43 | TKO  | 宮下椋至（JM加古川）         | 日本 | 日本ユースバンタム級王座決定戦 |
| 5            | 2025年8月21日  |      |         |      | 楊春華                       | 中国 | 54.5kg契約8回戦 試合前         |
| テンプレート |                |      |         |      |                              |      |                                |

## 獲得タイトル
- アマチュア
  - 2022年AIBA世界ユース選手権バンタム級 優勝
- プロ
  - 第7代日本バンタム級ユース王座（防衛0）